# Військовий літун
«Військовий літун» — оповідання Валер'яна Підмогильного.

## Історія створення
Вперше надруковано в журналі «Червоний шлях» (1924. — № 1-2. — С.4-33). Попередня згадка про оповідання з'явилася в «Літературно-мистецькій хроніці» журналу «Нова громада» 1923. — № 9. — С.36. Історія публікації оповідання характерна тим, що це було певною мірою примирення редакції «Червоного шляху» з непокірним письменником. Адже за публікації в емігрантській періодиці журнал двічі (1923, № 2 та № 4-5) виступав з критичними заувагами на творчість В.Підмогильного. Письменник особисто та колективно з Г.Косинкою і Т.Осьмачкою спростовував ті звинувачення журналу «Червоний шлях». Друк оповідання супроводжувався коментарем від редакції, де назвали ситуацію з'ясованою і вичерпаною. Оповідання послужило назвою для нової збірки оповідань (1924), входило до видань «Проблема хліба» (1927, 1930). Рукопис не знайдено.

## Фабула
Військовий літун Сергій Данченко приїздить у рідне місто в надії здобути спокій та гармонію. Тут живе його тітка з двоюрідною сестрою — все, що лишилось від родини. але надії не справджуються: тітка прагне помсти більшовикам, Галочка не відповідає на його почуття, мрії виявляються оманою. Розчарований життям, Сергій накладає на себе руки.

## Художня своєрідність
Епіграфом до оповідання стали рядки з І.Франка.
Оповідання яскраво презентує стиль В.Підмогильного як нову якість української літератури.